# أسواق بيروت

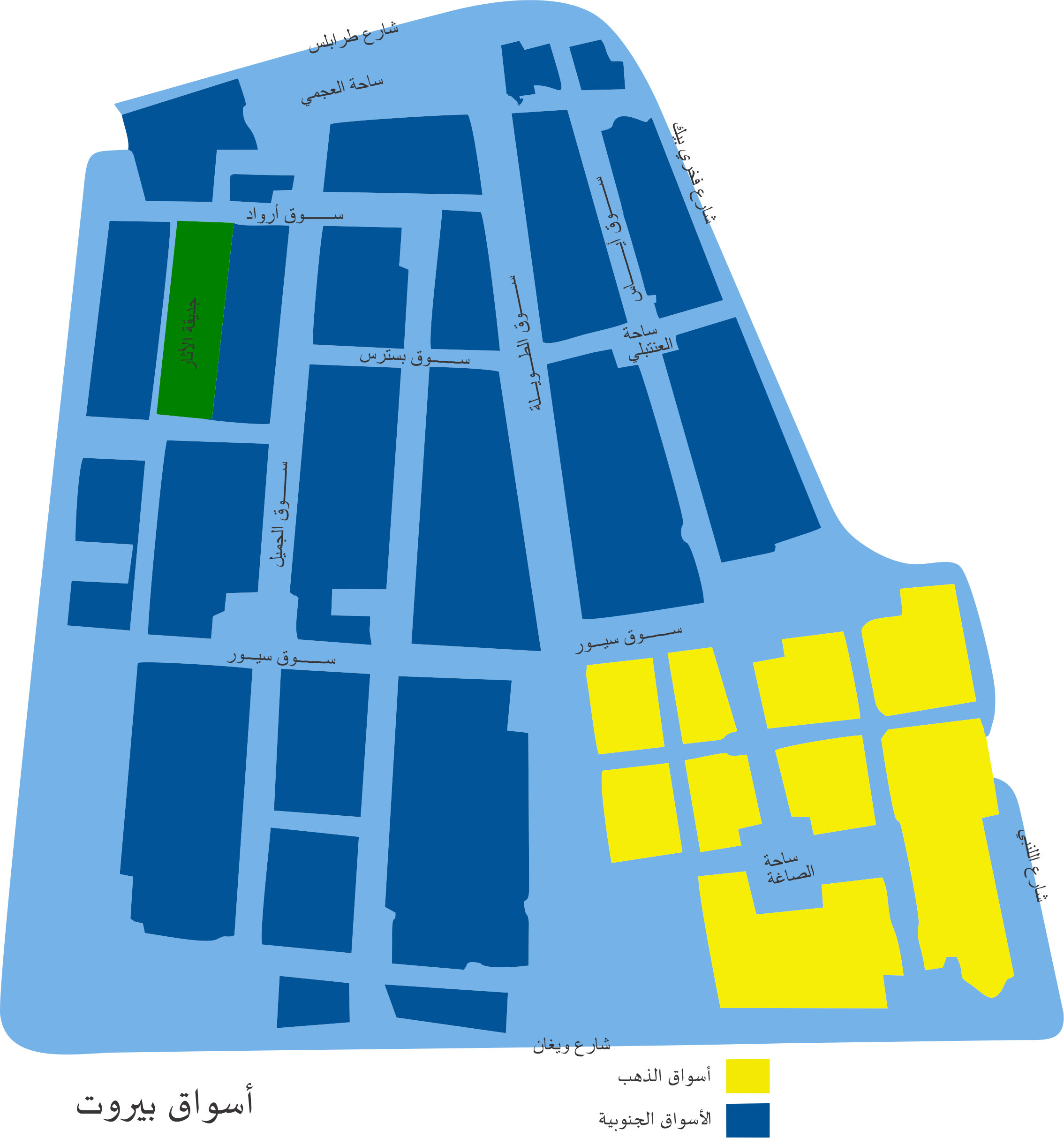
خريطة شوارع ومناطق أسواق بيروت

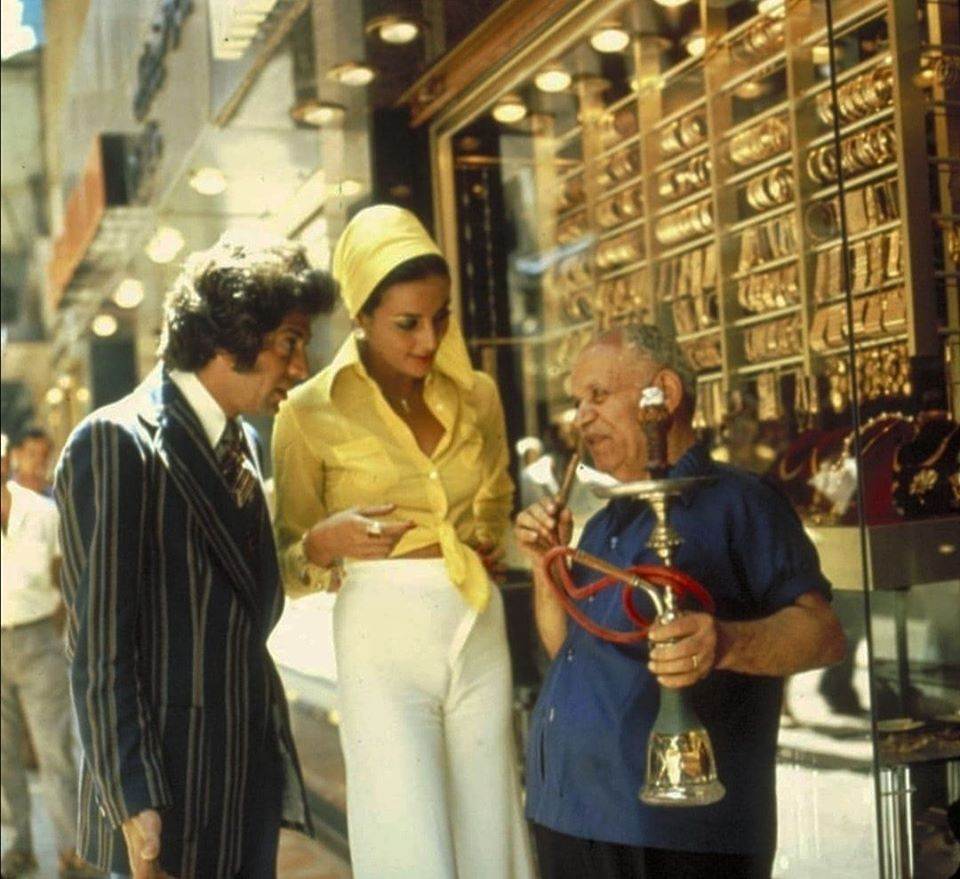
الصورة تبيّن امرأة تود أن تشتري من سوق الذهب والجوهرجية، بيروت 1970

أسواق بيروت هي منطقة تجارية في وسط مدينة بيروت اللبنانية. هي من أكبر مناطق التبضع في بيروت إذ يوجد بداخلها أكثر من 200 متجر. تاريخيا، كانت منطقة الأسواق العصب التجاري لمدينة بيروت حتى عام 1975 عندما بدأت الحرب الأهلية فدمرت المنكمطقة بالكامل. وأعيد تأهيلها بالكامل على طرز حديثة بعد الحرب من قبل شركة سوليدير التي حافظت على معالمها الأساسية وعلى أسماء الشوارع القديمة.

## الموقع
تقع أسواق بيروت في وسط المدينة يحدها شارع المير مجيد أرسلان من الشمال، وشارع ويغاند ومرفاء بيروت من الجنوب وشارع البطيرك الحويك من الغرب وشارع اللنبي من الشرق.

## طرازها
توفر الأسواق 163،010 أمتر مربعة من مساحة محلات و 17،307 متر مربع من شوارع للمشاة تماثل طرق اليونان القديمة. الأسواق الجديدة مؤلفة من مبان قديمة منخفضة الارتفاع ومقسمة إلى قسمين: الأساق الشمالية والأسواق الجنوبية.
صمم رافاييل مونو الأسواق الجنوبية بالتضافر مع سمير خيرالله. أما أسواق الذهب فيها، التي تحتوي على 49 متجر، فقد صممها كيفن داش. تتميز الأسواق الجنوبية بأزقتها ذات السقوف المقوصة التي تترامى المتاجر تحتها. أحتفظت شوارع المنطقة بأسماء الأسواق القديمة نفسها مثل سوق الطويلة، سوق الجميل وسوق أياس.

## الجوائز
حصلت الأسواق على جائزة «:ابيتا إشو أوارد» عام 2009 بفئة التميز المعماري.

## إقراء أيضا
- وسط بيروت
- أسواق بيروت القديمة
- شارع ويغان

## صور

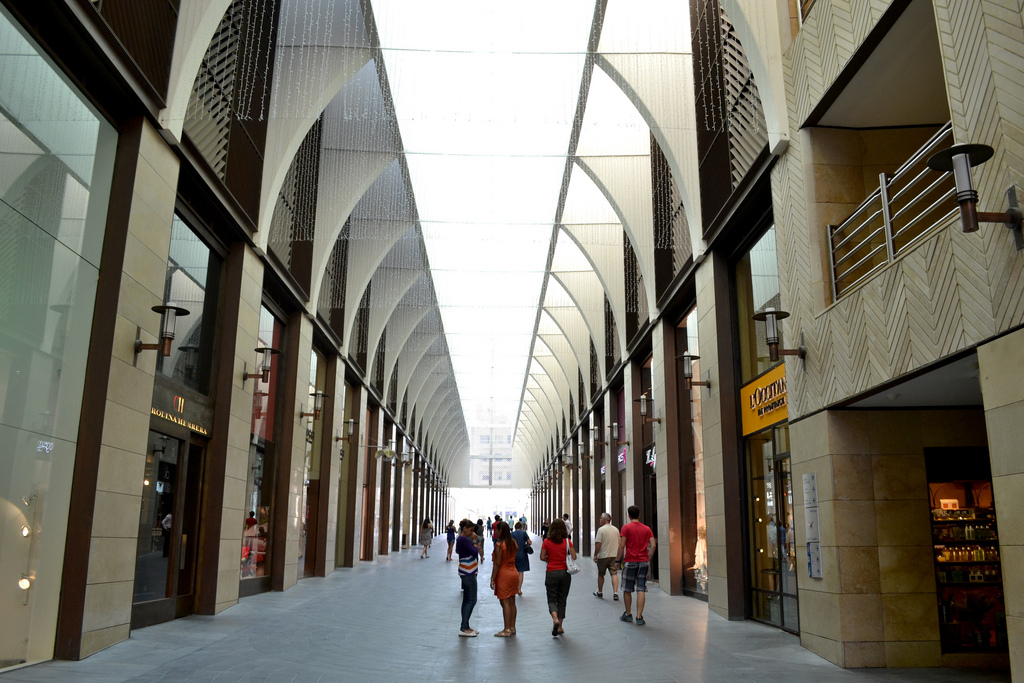
شوارع مغطاة في أسواق بيروت
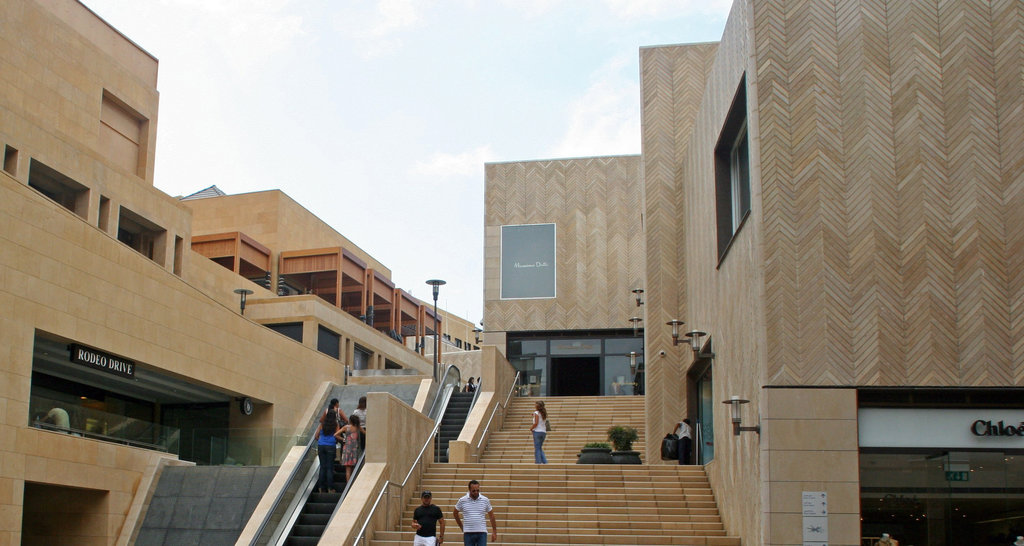
مدخل السوق من جهة شارع فخري بك
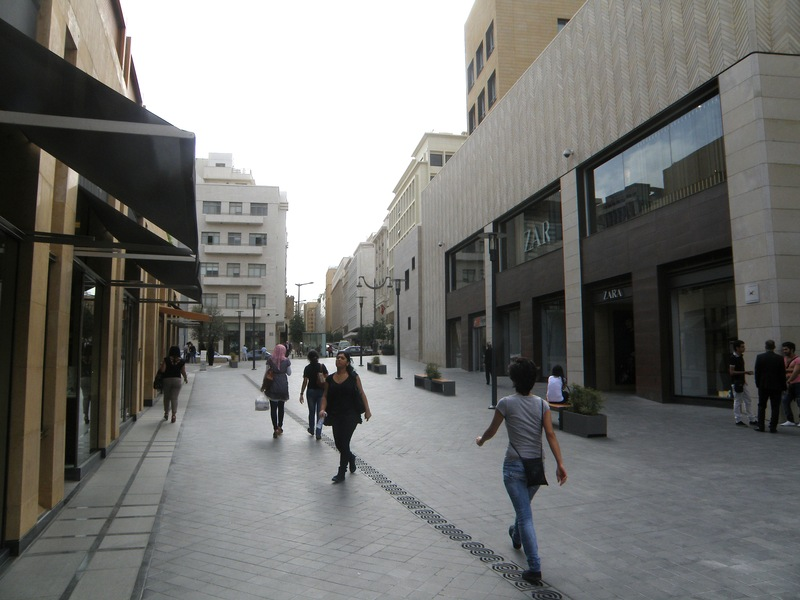
مدخل السوق من جهة شارع ويغان
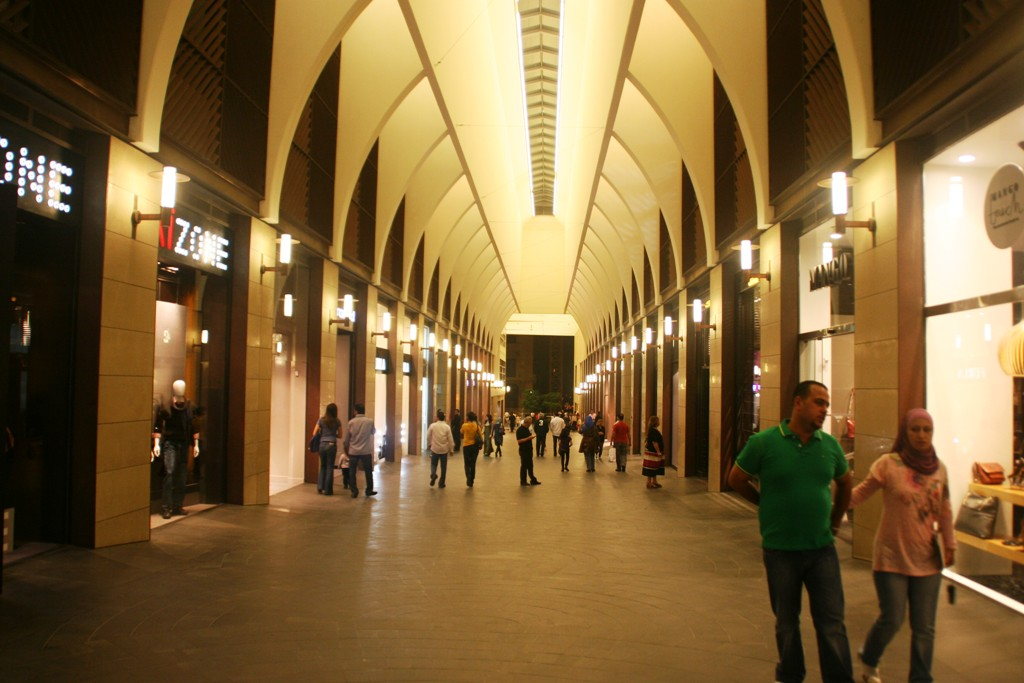
سوق الطويلة
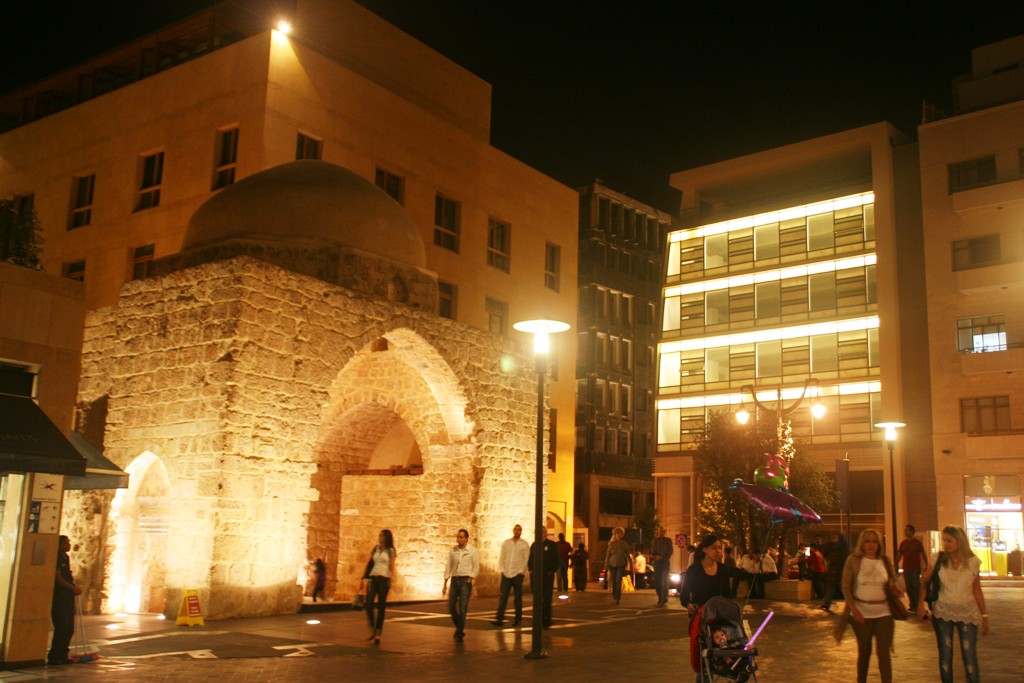
ساحة الإمام الأوزاعي
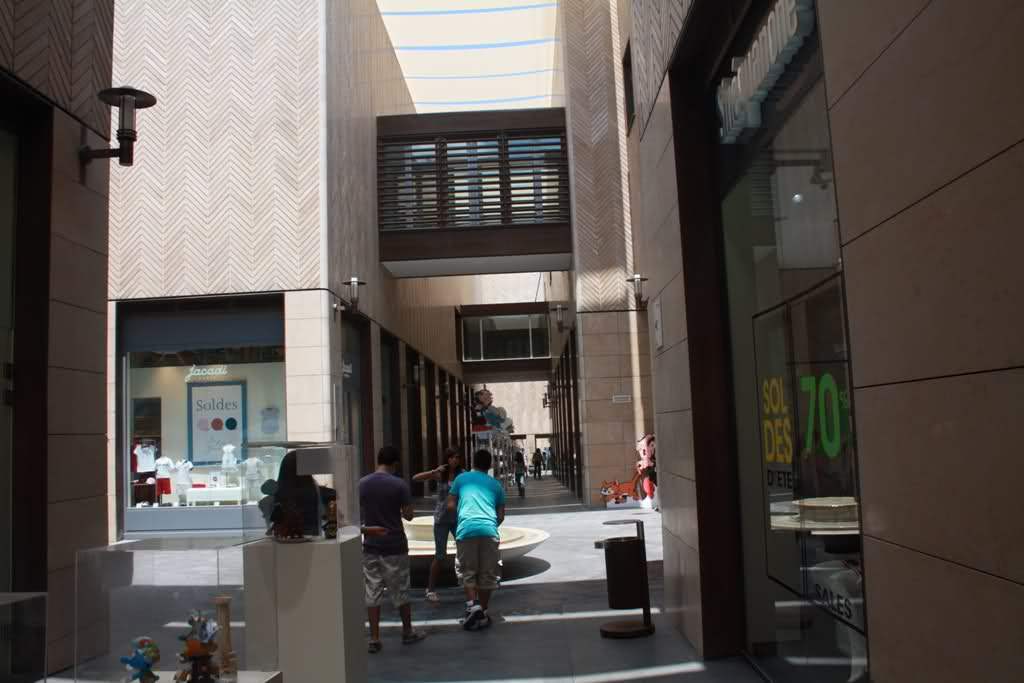
سوق أياس
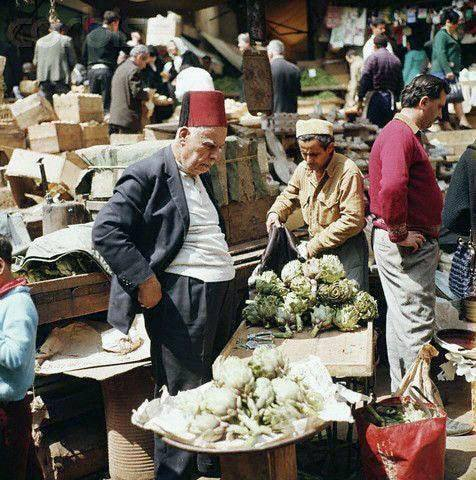
بعض المشترين المتجولين في أسواق بيروت الشعبية 1960
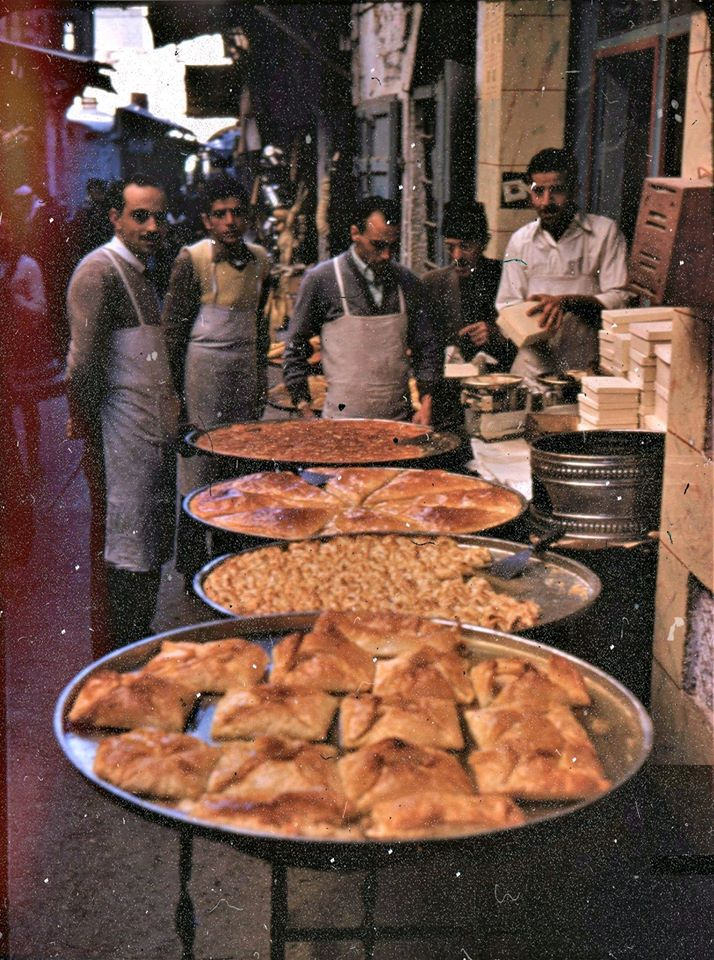
باعة الحلويات في أسواق بيروت الشعبية 1955
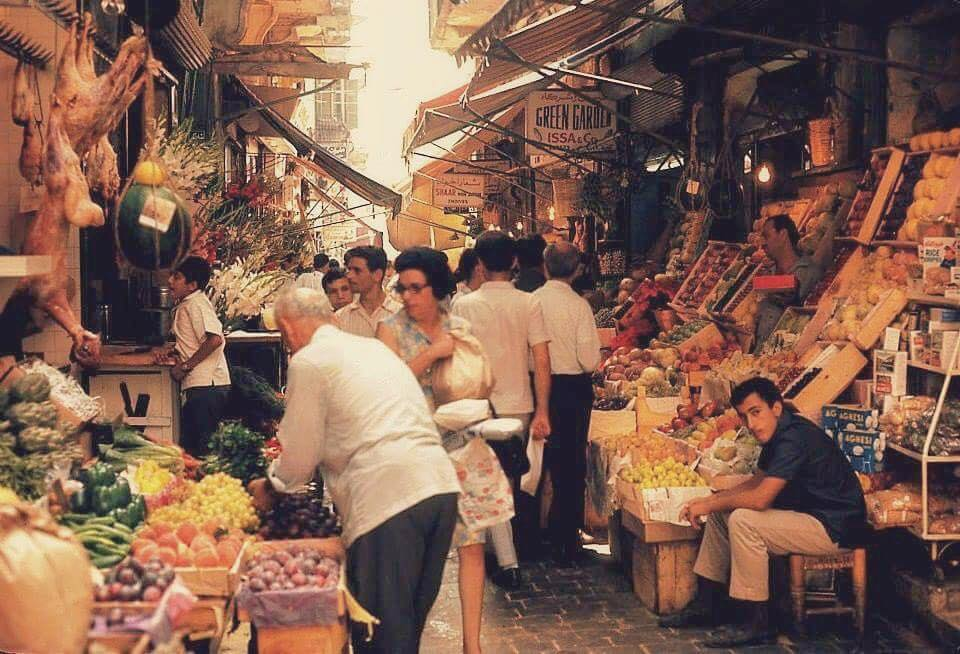
بعض المشترين المتجولين في أسواق بيروت الشعبية 1950
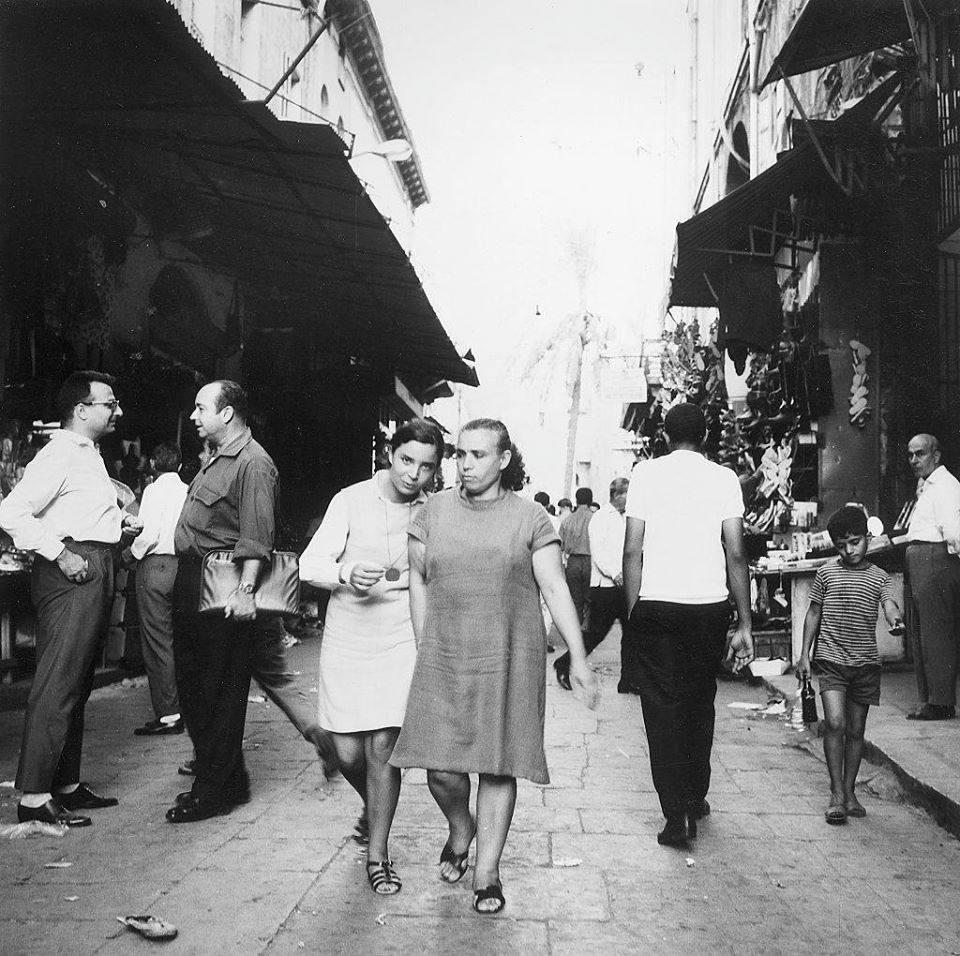
بعض المشترين المتجولين في أسواق بيروت الشعبية 1950
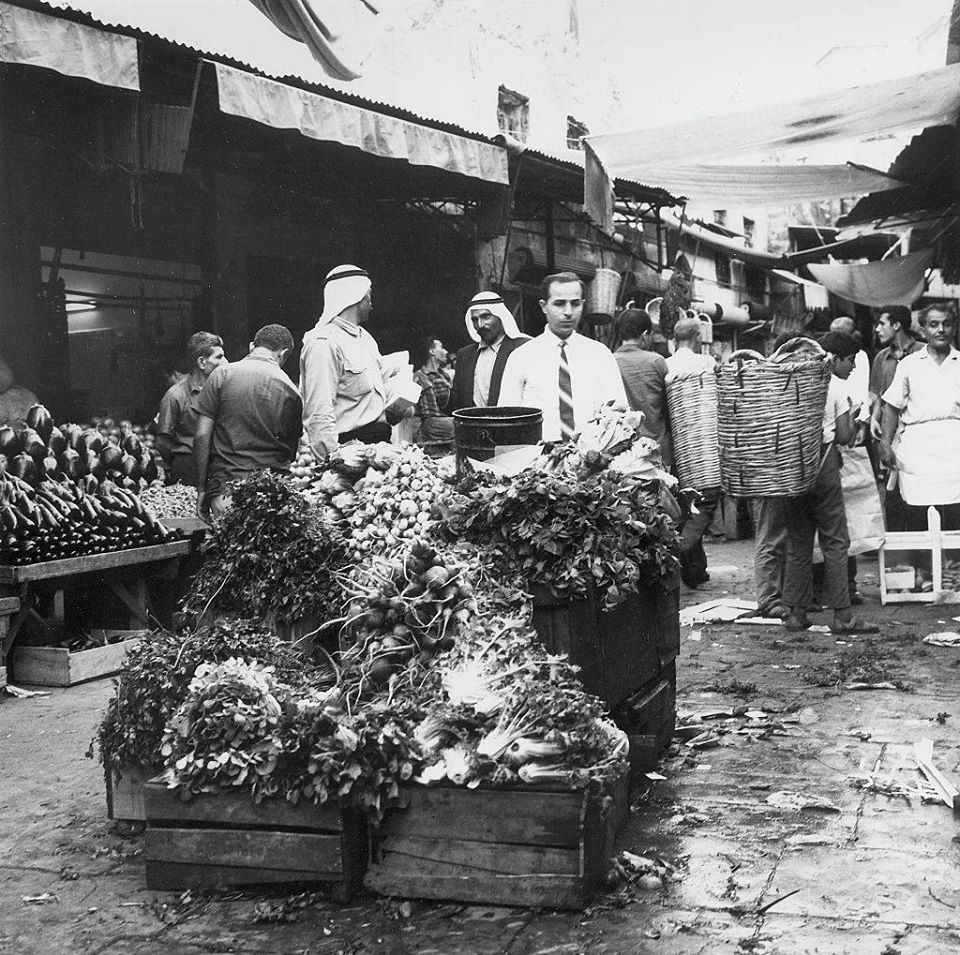
أسواق بيروت الشعبية 1956